# Aggregato leggero
Gli aggregati leggeri sono minerali inerti, a basso peso specifico rispetto agli aggregati usuali, che vengono utilizzati per il confezionamento dei calcestruzzi leggeri.

La norma UNI EN 206-1:2006 definisce aggregato leggero aggregato di origine minerale avente massa volumica delle particelle granulari essiccate in stufa ≤ 2000 kg/m3 determinato secondo la UNI EN 1097-6 oppure massa volumica essiccata a forno  ≤ 1200 kg/m3 se determinato secondo la UNI EN 1097-3. 

## Tipologia
Gli aggregati leggeri possono essere suddivisi in naturali ed artificiali.

Tra i primi trova largo impiego la pomice (con resistenza meccanica a compressione assai modeste), mentre tra i secondi sono molto diffusi:
- l'argilla espansa
- lo scisto argilloso espanso
- la vermiculite
- la perlite

## Preparazione
Il principio su cui si basa la preparazione di questi inerti artificiali consiste sostanzialmente nel portare il prodotto crudo a temperatura sufficientemente elevata (1000-1300 °C), tale da provocare l'eliminazione delle sostanze gassose, mentre la contemporanea formazione di una appropriata quantità di liquido favorisce la sinterizzazione dei grani mantenendo nel materiale un buon numero di cavità.

## Normativa
Gli aggregati leggeri riconosciuti idonei per il confezionamento dei calcestruzzi leggeri devono essere conformi alla UNI EN 13055-1.